# Чемпіонат України з футболу серед аматорів 2014
Чемпіонат України з футболу серед аматорів 2014 — 18-й чемпіонат України серед аматорів. Тривав з 30 квітня до 17 жовтня 2014 року.

## Учасники
У чемпіонаті брали участь 21 команд, розбиті на 4 групи. До фінальної частини виходили по дві найкращі команди з кожної групи, які у двох групах по 4 команди визначали переможців, що і поборолися в фінальному матчі за золоті нагороди чемпіонату.
| 1 група                                                                                                   | 2 група | 3 група | 4 група |
| --- | --- | --- | --- |
| - ФК «Вінниця» (Вінниця) - «Маяк» (Сарни) - «Поділля» (Хмельницький) - ОДЕК (смт Оржів) - «Рух» (Винники) | - «Зоря» (с. Білозір'я) - «Єдність» (с. Плиски) - «Колос» (Ковалівка) - «Легіон» (Житомир) - «Авангард» (Корюківка) - «Ретро» (Ватутіне) | - АФ «П'ятихатська» (с-ще Володимирівка) - «Електроважмаш» (Харків) - «УСК-Рубін» (Донецьк) - «ВПК-Агро» (с. Шевченківка) - «Олімпік» (Кіровоград) | - «Буревісник» (с. Петрове) - «Торпедо» (Миколаїв) - «Варварівка» (Миколаїв) - «Мир» (Горностаївка) - «Балкани» (с. Зоря) |

## Результати

### Груповий етап

#### Група 1
| М | Команда      | І | В | Н | П | РМ   | О  |
| - | ------------ | - | - | - | - | ---- | -- |
| 1 | «Рух»        | 8 | 5 | 1 | 2 | 17−8 | 16 |
| 2 | ОДЕК         | 8 | 4 | 2 | 2 | 13−9 | 14 |
| 3 | ФК «Вінниця» | 8 | 4 | 2 | 2 | 10−6 | 14 |
| 4 | «Маяк»       | 8 | 2 | 3 | 3 | 8−11 | 9  |
| 5 | «Поділля»    | 8 | 0 | 2 | 6 | 4−18 | 2  |

#### Група 2
| М | Команда    | І  | В | Н | П | РМ   | О  |
| - | ---------- | -- | - | - | - | ---- | -- |
| 1 | «Зоря»     | 10 | 8 | 2 | 0 | 14−4 | 26 |
| 2 | «Колос»    | 10 | 6 | 3 | 1 | 19−5 | 21 |
| 3 | «Авангард» | 10 | 5 | 1 | 4 | 9−8  | 16 |
| 4 | «Єдність»  | 10 | 2 | 2 | 6 | 7−16 | 8  |
| 5 | «Ретро»    | 10 | 2 | 2 | 6 | 4−16 | 8  |
| 6 | «Легіон»   | 10 | 2 | 0 | 8 | 6−10 | 6  |

Примітка:
1. ↑  Команду «Легіон» (Житомир) знято з участі у чемпіонаті згідно з рішенням комісії з проведення змагань ААФУ від 1.07.2014.

#### Група 3
| М | Команда           | І | В | Н | П | РМ   | О  |
| - | ----------------- | - | - | - | - | ---- | -- |
| 1 | АФ «П'ятихатська» | 6 | 4 | 1 | 1 | 27−8 | 13 |
| 2 | «Електроважмаш»   | 6 | 4 | 1 | 1 | 13−4 | 13 |
| 3 | «ВПК-Агро»        | 6 | 2 | 2 | 2 | 5−8  | 8  |
| 4 | «Олімпік» К       | 6 | 0 | 0 | 6 | 4−29 | 0  |
| 5 | «УСК-Рубін»       | 0 | 0 | 0 | 0 | 0−0  | 0  |

Примітка:
1. ↑  Команду «УСК-Рубін» (Донецьк) знято з участі у чемпіонаті згідно з рішенням комісії з проведення змагань ААФУ від 1.07.2014. Результат матчу за її участю анульовано.

#### Група 4
| М | Команда      | І | В | Н | П | РМ    | О  |
| - | ------------ | - | - | - | - | ----- | -- |
| 1 | «Балкани»    | 8 | 4 | 1 | 3 | 14−9  | 13 |
| 2 | «Буревісник» | 8 | 4 | 0 | 4 | 10−13 | 12 |
| 3 | «Мир»        | 8 | 3 | 2 | 3 | 9−9   | 11 |
| 4 | «Торпедо»    | 8 | 3 | 2 | 3 | 14−15 | 11 |
| 5 | «Варварівка» | 8 | 3 | 1 | 4 | 11−12 | 10 |

### Фінальний етап
Дві групи по чотири команди, зіграли в одне коло та визначили переможців груп, а потім відбувся матч за звання чемпіона України 2014 року між цими командами.

#### Група А
Матчі відбулися з 17 по 20 вересня у Кіровоградській області.

##### Перший тур
| 17 вересня 2014 13:30 23°C |

| «Зоря» (Білозір'я) | 0:1      | ОДЕК (Оржів) |
| ------------------ | -------- | ------------ |
| Кошадзе            | протокол | 65' Коляда   |

| «Інгулець», Петрове Глядачів: 300 Арбітр: Козиряцький Максим (Запоріжжя) |

| 17 вересня 2014 16:30 22°C |

| АФ «П'ятихатська» (Володимирівка)          | 3:1      | «Буревісник» (Петрове) |
| ------------------------------------------ | -------- | ---------------------- |
| Вдовіченков 9' Мамонов 45' Вдовіченков 76' | протокол | 63' Твердоух           |

| «Інгулець», Петрове Глядачів: 350 Арбітр: Калита Роман (Кіровоград) |

##### Другий тур
| 18 вересня 2014 16:30 23°C |

| «Буревісник» (Петрове) | 1:3      | «Зоря» (Білозір'я)                    |
| ---------------------- | -------- | ------------------------------------- |
| Шамов 80'              | протокол | 41' Лисоконь 65' Сторчоус 73' Кошадзе |

| «Головківський», Головківка Глядачів: 100 Арбітр: Семенов Андрій (Дніпропетровськ) |

| 18 вересня 2014 16:30 22°C |

| АФ «П'ятихатська» (Володимирівка) | 1:0      | ОДЕК (Оржів) |
| --------------------------------- | -------- | ------------ |
| Артюх 22'                         | протокол |              |

| «Інгулець», Петрове Глядачів: 500 Арбітр: Пасхал Ігор (Херсон) |

##### Третій тур
| 20 вересня 2014 16:30 21°C |

| ОДЕК (Оржів)                          | 3:0      | «Буревісник» (Петрове) |
| ------------------------------------- | -------- | ---------------------- |
| Газицький 1' Каращенко 49' Коляда 56' | протокол |                        |

| «Головківський», Головківка Глядачів: 100 Арбітр: Москаленко Олексій (Кривий Ріг) |

| 20 вересня 2014 16:30 21°C |

| «Зоря» (Білозір'я) | 1:1      | АФ «П'ятихатська» (Володимирівка) |
| ------------------ | -------- | --------------------------------- |
| Кошадзе 45+2'      | протокол | 21' Фальковський                  |

| «Інгулець», Петрове Глядачів: 800 Арбітр: Павлюк Олександр (Київ) |

##### Підсумкова таблиця
| М | Команда           | І | В | Н | П | РМ  | О |
| - | ----------------- | - | - | - | - | --- | - |
| 1 | АФ «П'ятихатська» | 3 | 2 | 1 | 0 | 5−2 | 7 |
| 2 | ОДЕК              | 3 | 2 | 0 | 1 | 4−1 | 6 |
| 3 | «Зоря»            | 3 | 1 | 1 | 1 | 4−3 | 4 |
| 4 | «Буревісник»      | 3 | 0 | 0 | 3 | 2−9 | 0 |

#### Група Б
Матчі відбулися з 17 по 20 вересня у Львівській області.

##### Перший тур
| 17 вересня 2014 13:30 27°C |

| «Електроважмаш» (Харків) | 0:1      | «Колос» (Ковалівка) |
| ------------------------ | -------- | ------------------- |
|                          | протокол | 38' Вишняк          |

| Стадіон ім. Б.Маркевича, Винники Глядачів: 300 Арбітр: Яблонський Андрій (Тернопіль) |

| 17 вересня 2014 16:30 20°C |

| «Рух» (Винники) | 1:0      | «Балкани» (Зоря) |
| --------------- | -------- | ---------------- |
| Гурський 24'    | протокол |                  |

| Стадіон ім. Б.Маркевича, Винники Глядачів: 600 Арбітр: Нізола Андрій (Івано-Франківськ) |

##### Другий тур
| 18 вересня 2014 16:30 23°C |

| «Балкани» (Зоря)                              | 4:1      | «Колос» (Ковалівка) |
| --------------------------------------------- | -------- | ------------------- |
| Косирін 13' Райчєв 45' Косирін 63' Златов 83' | протокол | 12' Козир           |

| Стадіон ЛНАУ, Дубляни Глядачів: 150 Арбітр: Запрутняк Вадим (Ужгород) |

| 18 вересня 2014 16:30 21°C |

| «Рух» (Винники)                                | 3:2      | «Електроважмаш» (Харків) |
| ---------------------------------------------- | -------- | ------------------------ |
| Шептицький 40' (пен.) Баглай 57' Деревльов 66' | протокол | 69' Акопян 73' Співак    |

| Стадіон ім. Б.Маркевича, Винники Глядачів: 300 Арбітр: Митровський Михайло (Ужгород) |

##### Третій тур
| 20 вересня 2014 16:30 14°C |

| «Електроважмаш» (Харків) | 2:0      | «Балкани» (Зоря) |
| ------------------------ | -------- | ---------------- |
| Рудь 84' Опря 89' (аг)   | протокол |                  |

| Стадіон ЛНАУ, Дубляни Глядачів: 100 Арбітр: Дубровець Павло (Житомир) |

| 20 вересня 2014 16:30 21°C |

| «Колос» (Ковалівка) | 0:0      | «Рух» (Винники) |
| ------------------- | -------- | --------------- |
|                     | протокол |                 |

| Стадіон ім. Б.Маркевича, Винники Глядачів: 300 Арбітр: Копієвський Віктор (Кіровоград) |

##### Підсумкова таблиця
| М | Команда         | І | В | Н | П | РМ  | О |
| - | --------------- | - | - | - | - | --- | - |
| 1 | «Рух»           | 3 | 2 | 1 | 0 | 4−2 | 7 |
| 2 | «Колос»         | 3 | 1 | 1 | 1 | 2−4 | 4 |
| 3 | «Електроважмаш» | 3 | 1 | 0 | 2 | 4−4 | 3 |
| 4 | «Балкани»       | 3 | 1 | 0 | 2 | 4−4 | 3 |

#### Фінал
| 17 жовтня 2014 14:00 +14 °C |

| АФ «П'ятихатська» (Володимирівка) | 0:1      | «Рух» (Винники) |
| --------------------------------- | -------- | --------------- |
|                                   | протокол | 19' Шептицький  |

| Центральний міський стадіон, Вінниця Глядачів: 700 Арбітр: Бойко Сергій (Іванків) |

| Чемпіон України з футболу серед аматорів 2014 |
| --------------------------------------------- |
| «Рух» (Винники) Вперше                        |